# Em Trânsito
Em Trânsito é o quarto álbum ao vivo do cantor e compositor Lenine, lançado em 11 de maio de 2018 pela Universal Music. O disco foi produzido por Bruno Giorgi, filho do artista. O projeto foi captado ao vivo no dia 6 de fevereiro de 2018 no Imperator na cidade do Rio de Janeiro. O disco apresenta músicas inéditas e regrava composições menos batidas do repertório autoral com outra ambiência sonora.
O álbum ganhou o Grammy Latino na categoria Melhor Álbum de Rock ou Música Alternativa em Língua Portuguesa e foi eleito o 26º melhor disco brasileiro de 2018 pela revista Rolling Stone Brasil.

## Faixas
CD
| N.º            | Título                 | Compositor(es)              | Duração |  |
| 1.             | "Leve e Suave"         | Lenine                      | 2:01    |  |
| 2.             | "Sublinhe e Revele"    | Lenine                      | 2:55    |  |
| 3.             | "Virou Areia"          | Lenine Bráulio Tavares      | 3:26    |  |
| 4.             | "Bicho Saudade"        | Lenine João Cavalcanti      | 3:02    |  |
| 5.             | "Intolerância"         | Lenine Ivan Santos          | 3:27    |  |
| 6.             | "Lua Candeia"          | Lenine Paulo César Pinheiro | 5:45    |  |
| 7.             | "Ogan Erê"             | Lenine Lula Queiroga        | 3:08    |  |
| 8.             | "De Onde Vem a Canção" | Lenine                      | 4:04    |  |
| 9.             | "Lá Vem a Cidade"      | Lenine Tavares              | 6:02    |  |
| 10.            | "Umbigo"               | Lenine Tavares              | 3:52    |  |
| Duração total: | Duração total:         | Duração total:              | 37:46   |  |

DVD e Edição Deluxe
| N.º            | Título                 | Compositor(es)         | Duração |  |
| 1.             | "Leve e Suave"         | Lenine                 | 2:02    |  |
| 2.             | "Sublinhe e Revele"    | Lenine                 | 2:57    |  |
| 3.             | "Ecos do Ão"           | Lenine Carlos Rennó    | 4:50    |  |
| 4.             | "Virou Areia"          | Lenine Tavares         | 3:29    |  |
| 5.             | "De Onde Vem a Canção" | Lenine                 | 4:12    |  |
| 6.             | "Lá Vem a Cidade"      | Lenine Tavares         | 6:40    |  |
| 7.             | "Intolerância"         | Lenine Santos          | 3:27    |  |
| 8.             | "Que Baque é Esse?"    | Lenine                 | 5:24    |  |
| 9.             | "É o Que Me Interessa" | Lenine Dudu Falcão     | 4:01    |  |
| 10.            | "Ninguém Faz Ideia"    | Lenine Santos          | 3:48    |  |
| 11.            | "Lua Candeia"          | Lenine C. Pinheiro     | 5:52    |  |
| 12.            | "Ogan Erê"             | Lenine Queiroga        | 3:14    |  |
| 13.            | "Bicho Saudade"        | Lenine Cavalcanti      | 3:02    |  |
| 14.            | "Eu Sou Meu Guia"      | Lenine Tavares         | 3:36    |  |
| 15.            | "Lá e Lô"              | Lenine                 | 3:09    |  |
| 16.            | "Castanho"             | Lenine Carlos Posada   | 3:58    |  |
| 17.            | "Ciranda Praieira"     | Lenine C. Pinheiro     | 5:24    |  |
| 18.            | "Umbigo"               | Lenine Tavares         | 3:31    |  |
| 19.            | "Tubi Tupy"            | Lenine Rennó           | 3:53    |  |
| 20.            | "O Céu é Muito"        | Lenine Arnaldo Antunes | 4:13    |  |
| Duração total: | Duração total:         | Duração total:         | 1:20:51 |  |

## Banda
- Lenine – voz, guitarra e violão
- Bruno Giorgi – guitarra, bandolim, baixo, programação e vocal
- Jr. Tostoi – guitarra, programação e vocal
- Guilherme (Guila) Muniz – baixo, sintetizador e vocal
- Pantico Rocha – bateria e vocal